# Phantyna meridensis
Phantyna meridensis là một loài nhện trong họ Dictynidae.
Loài này thuộc chi Phantyna. Phantyna meridensis được Lodovico di Caporiacco miêu tả năm 1955.